# Fábrica de Cerâmica da Viúva Lamego
A Fábrica de Cerâmica da Viúva Lamego, também designado por Edifício no Largo do Intendente, n.º 23 a 27, é um edifício fabril histórico situado no Largo do Intendente, na antiga freguesia dos Anjos, actual freguesia de Arroios, em Lisboa.
A Fábrica de Cerâmica da Viúva Lamego está classificada com Imóvel de Interesse Público desde 1978.
Este edifício foi mandado construir, entre 1849 e 1865, por António da Costa Lamego no local onde tinha uma oficina de olaria, dando continuidade a uma antiga tradição daquela zona. A fábrica e a empresa que a gere adotaram o nome de Viúva Lamego após a morte do seu fundador.
Trata-se de um edifício, de estilo romântico, em 2 pisos, com 2 janelas cada, que no segundo piso surgem a ladear uma varanda, rematado por empena triangular com um óculo central rodeado de grinaldas e pequenas figuras que seguram uma inscrição com a data da construção. De salientar que a fachada se encontra decorada e revestida na totalidade por azulejos figurativos do séc. XIX, de estilo romântico-revivalista, sendo seu autor Luís Ferreira, conhecido por Ferreira das Tabuletas, pintor de azulejos proveniente da Fábrica da Calçada do Monte e que trabalhou na Viúva Lamego. Trata-se de uma das obras-primas do azulejo naif oitocentista, incluindo as figuras alegóricas ao Comércio e à Indústria, que ladeam a entrada do edifício.
Atualmente este edifício é utilizado apenas para exposição e venda de azulejos, enquanto que a atividade fabril da Empresa foi deslocada para a Abrunheira, no município de Sintra.

## A Empresa
A antiga Fábrica de Cerâmica da Viúva Lamego, que atualmente adotou a designação de Viúva Lamego - Cerâmicas de Sintra, Lda, cria desde 1849 peças únicas usando métodos artesanais que embelezam o mundo. Inicialmente a Viúva Lamego, cujas instalações fabris se localizavam no edifício onde hoje se situa a sua loja no Largo do Intendente em Lisboa, produzia artigos utilitários (talhas, etc) em barro vermelho e faiança e azulejos em barro branco. 
No início do século XX o azulejo foi ganhando importância e a produção em barro vermelho foi terminando.
Nos anos trinta a Viúva Lamego iniciou uma colaboração estreita com artistas plásticos, que nas suas instalações, passaram cada vez mais a usar o azulejo para exprimirem as suas criações. 
Os mestres da Viúva Lamego continuam a fabricar uma vasta gama de azulejos sempre em pintura manual, a elaborar trabalhos especiais a partir de criações de autores e desenvolver novos produtos que perpetuam a integração do azulejo na Arquitetura.
A fábrica foi fundada por António da Costa Lamego em 1849. Após a morte do seu fundador passou a designar-se comercialmente por "Viúva Lamego". Todo o prédio forrado a azulejos que torneja para a Av. Almirante Reis constituía a zona de oficinas.
Nos anos trinta do século XX, a produção foi transferida para a Palma de Baixo, onde se manteve até 1992, data em que a mesma passou para Abrunheira - Sintra.

## Galeria

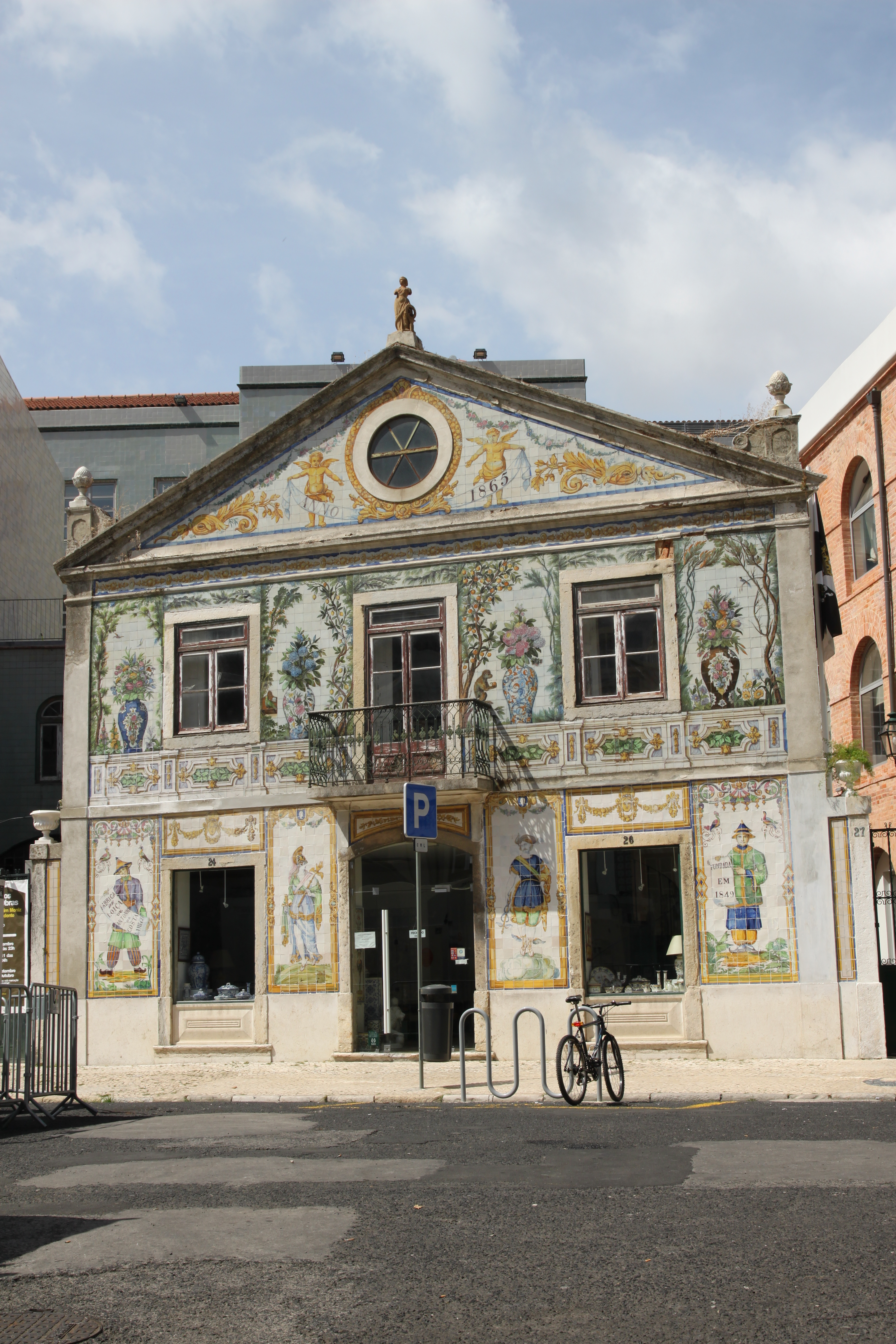
Fábrica de Cerâmica da Viúva Lamego, Largo do Intendente, Lisboa
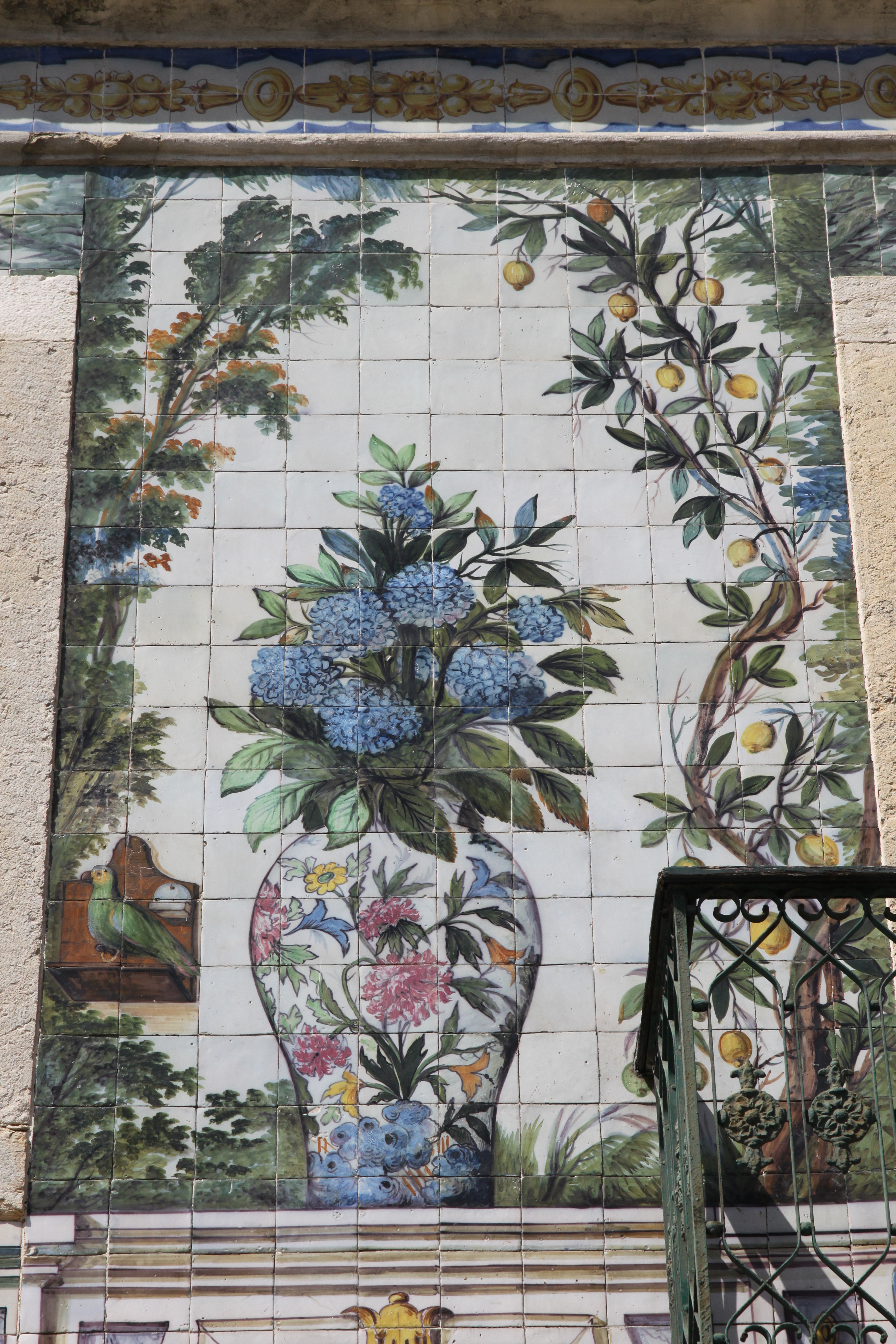
Fábrica de Cerâmica da Viúva Lamego, Largo do Intendente, Lisboa
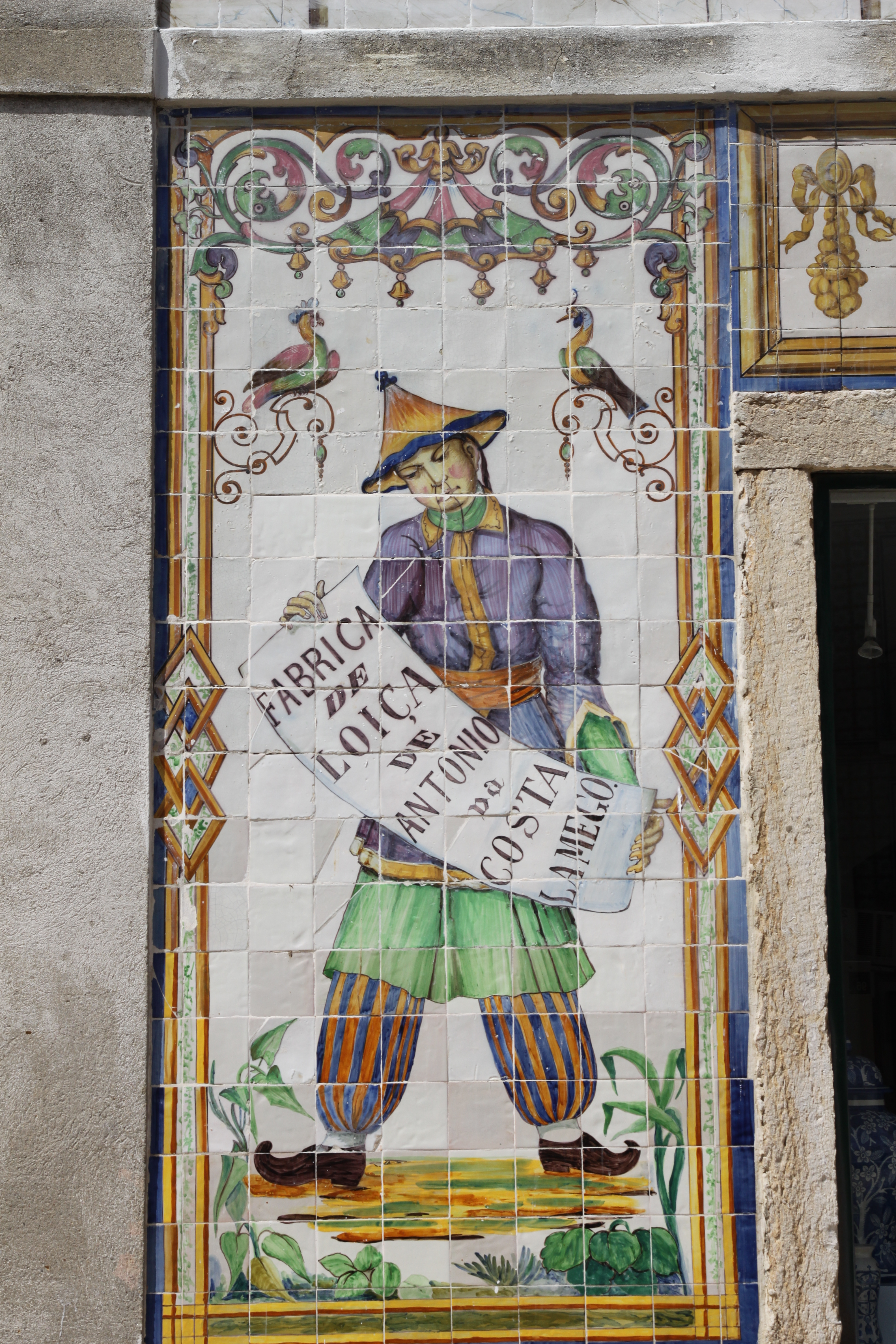
Fábrica de Cerâmica da Viúva Lamego, Largo do Intendente, Lisboa
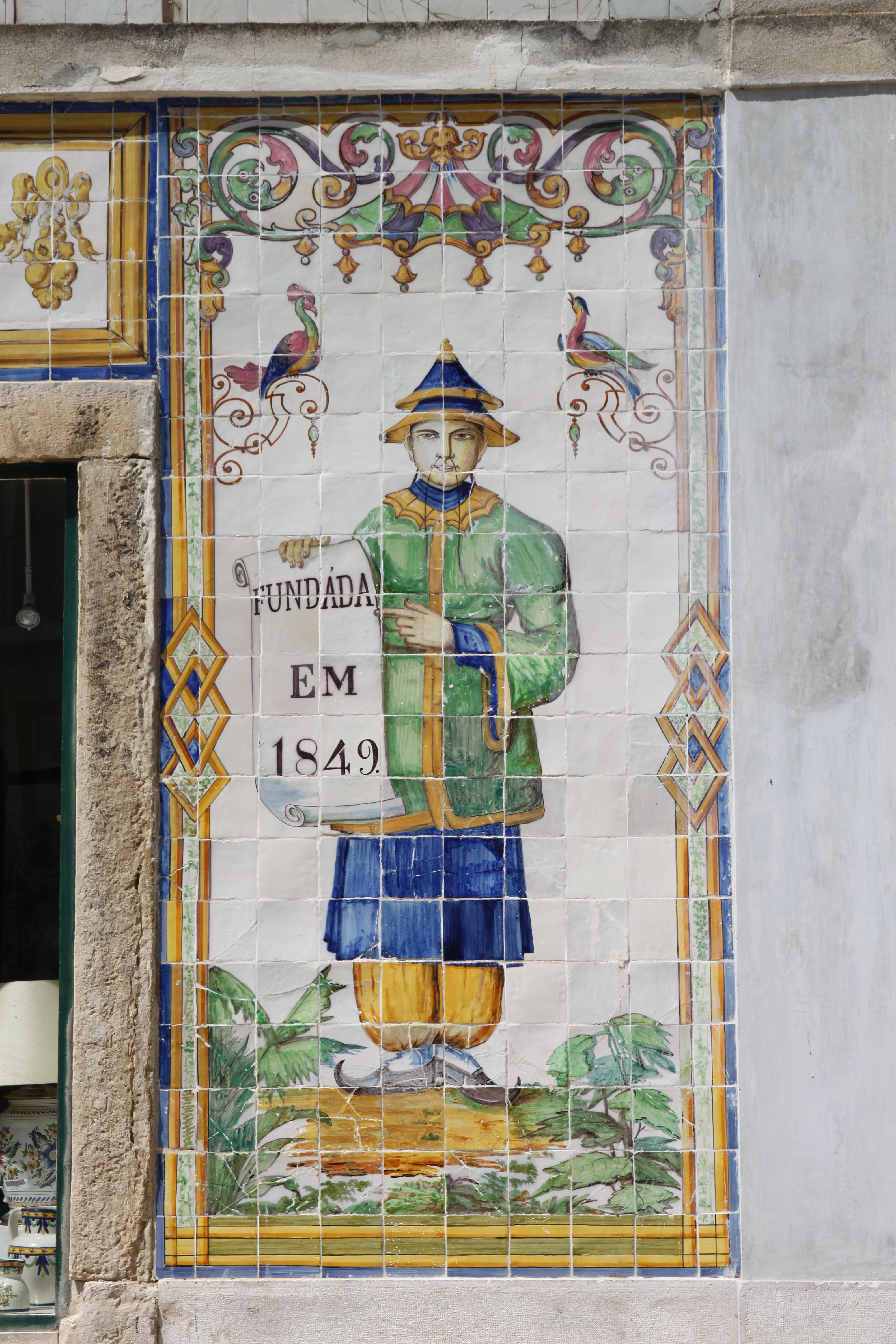
Fábrica de Cerâmica da Viúva Lamego, Largo do Intendente, Lisboa